# Avenue of the Giants
Avenue of the Giants eller California State Route 254 er en vejstrækning i Humboldt County i det nordlige Californien. Vejen går gennem Humboldt Redwoods Statepark, cirka 80 km syd for byen Eureka.

## Vejbeskrivelse
Vejstrækningen var tidligere en del af U.S. Highway 101, men i dag er hovedvejen på denne strækning etableret som motorvej, og denne går uden om parken. Adgangen til vejen fra US 101 sker fra nord ved byen Fortuna og fra syd fra byen Garberville. Strækningen mellem byerne Redcrest og Miranda går inde i selve Humboldt Redwood Statepark. Langs vejen finder man andre småbyer så som Pepperwood, Burlington, Englewood, Phillipsville, Weott og Myer's Flat. 
Vejen, der er 52 km lang har på hele sin strækning to spor,  og der er adskillige muligheder for at gøre holdt på rastepladser undervejs. På en lang strækning følger vejen Eel River, Californiens tredjelængste flod. Vejen er omgivet af høje rødtræer (Coastal Redwoods eller Sequoiah Sempervirens), flere på over 75 meter eller endnu højere. Det er disse gigantiske træer, der har givet vejen dens navn. Her i parken findes 7 af verdens 10 højeste træer, blandt andre, Stratosphere Giant, på 112,3. Verdens højeste træ, Hyperion, på 115,6 meter står i den nærliggende Redwood National Park.  Det forholdsvis lille område Rockefeller Forrest på ca. 4.000 hektar, indeholder 7 gange så meget biomasse som en tropisk regnskov af samme størrelse. 
Hvor vejen krydser Eel River lå tidligere bebyggelsen Dyerville, men det meste af denne blev skyllet bort ved en oversvømmelse i 1937, og resterne ved en ny oversvømmelse i 1955. I dag er der ingen spor af bebyggelsen.

## Founders Grove
Founders Grove er en lund nær byen Weott. Her findes et af parkens største træer, Founder's Tree, som er 105,5 meter højt, omkredsen af træet er 12,2 meter, og den laveste gren sidder 58 meter over jorden. Her finder man også et af parkens tidligere højeste træer, Dyerville Giant, der væltede i 1991. Dette træ var 113,4 meter højt, og dengang verdens højeste træ. Det væltede træ ligger stadig i parken. Træet, der er 5,2 meter i diameter, estimeres at veje over 450 ton.  

## Immortal Tree
Et andet berømt træ er Immortal Tree. Dette er i dag kun omkring 76,2 meter højt, men har tidligere været omkring 91 meter, indtil et lyn skar toppen af træet. Desuden har træet overlevet 950 års omskiftelser, herunder en skovbrand i 1908 og en meget alvorlig oversvømmelse i 1964. Herudover har man på et tidspunkt forsøgt at fælle træet med økser, men på trods af disse anslag mod træet lever dette i bedste velgående, hvilket har været med til at give det, dets navn. 

## Drive Thru Tree
Vejen har også et såkaldt Drive Thru Tree, det vil sige et træ, som man kan køre igennem i bil, Shrine Drive-Thru Tree. Dette står på privat grund i den lille by Myer's Flat, og det koster en afgift at køre gennem træet. Dette er omkring 7 meter i diameter og 83 meter højt, og et skilt på stedet fortæller, at det er 5.000 år gammelt. Dette er nu nok en overdrivelse, da rødtræer typisk "kun" bliver omkring 2.000 år. Det ældste bekræftede træ er i dag 2.200 år gammelt, men der er fundet eksempler på væltede træer, der har været op mod 3.000 år.